# پلاک طلایی مرد ماد با خنجر

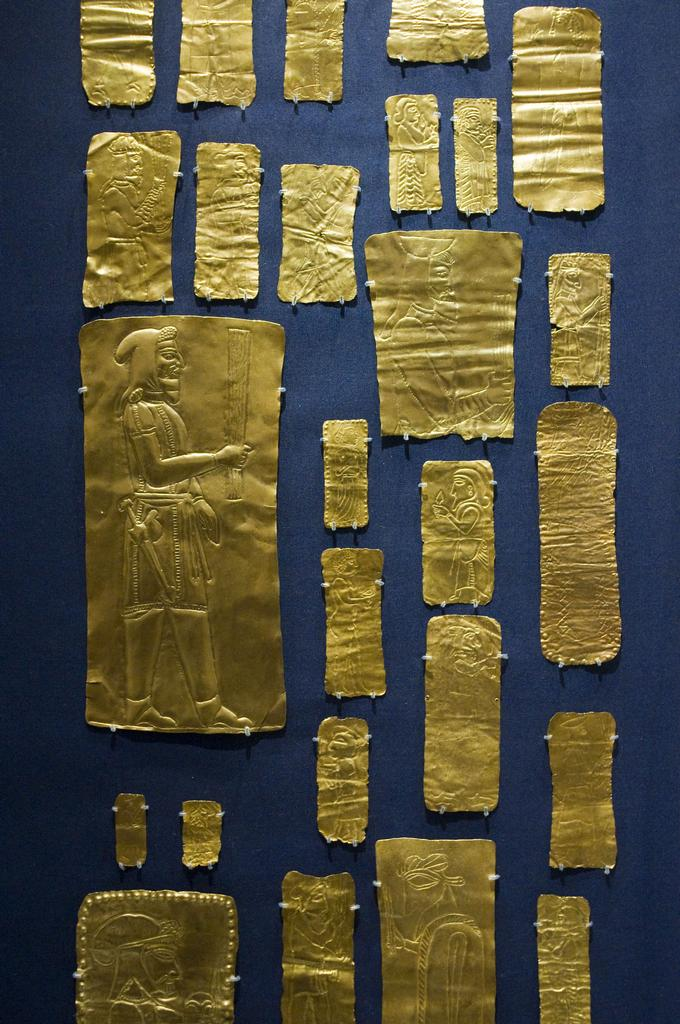
لوح برسم‌به‌دست، یکی از ۵۰ پلاک نازک گنجینه آمودریا است.

لوح طلایی،دوره ی ماد،گنجینه ی جیحون هزاره ی اول پیش از میلاد که فردی ماد ی را نشان میدهد که در حالت به دست گرفتن برسم (ترکه های نورسیده گیاهان مقدس)است یکی از ۱۷۰ اشیای گنجینه جیحون است که متعلق به دوران مادها (هزاره ی اول پیش ار میلاد)است. این لوح برجسته‌کاری شده و دیگر قطعات گنجینه آمودریا که از جنس طلا و نقره می‌باشند، در نیایش‌گاهی در منطقه تخته قباد (کواد) تاجیکستان کشف شده‌اند. این مجموعه که با ارزش‌ترین گنج بر جای مانده از دودمان هخامنشی است، در موزه ویکتوریا و آلبرت و موزه بریتانیا نگهداری می‌شوند. پلاک طلایی مرد ماد با خنجر که یکی از ۵۰ پلاک نازک گنجینه آمودریا است، همانند دیگر پلاک‌های مشابه، مردی را نشان می‌دهد که لباس او به سبک مردمان اهل ماد است. مرد در حالی که به سبک حجاری‌های تخت جمشید، بر لباسش  یک آکیناکه (شمشیر کوتاه) آویخته شده‌است، دسته‌ای از برسم را در جلو سینه‌اش گرفته و با دست راست آن را حمل می‌کند. این مرد احتمالاً مجری یک سنت مذهبی است زیرا در دست خود دسته‌ای برسم را گرفته‌است. منظور از ساخت پلاک و هدف وجود آن در نیایش‌گاه کاملاً مشخص نیست، اما ظاهراً این پلاک‌ها به صورت نذر و وقف به این پرستش‌گاه یا زیارت‌گاه پیشکش شده‌است.
برای این آثار تاریخ سده پنجم و چهارم پ.م پیشنهاد شده است، زمانی که پادشاهی نیرومند هخامنشی پرچم خود را بر سرزمین‌هایی از دره سند تا رود نیل برافراشته بود. گنجینه در کناره رودخانه جیحون یا آموی‌دریا (Oxus River) در سرزمین کنونی تاجیکستان و به احتمال زیاد از تپه باستانی تخت کواد (قباد) که گذرگاهی در ساحل شمالی رود است بین سال‌های ۱۸۷۷ و ۱۸۸۰ م. در کاوش‌های غیرعلمی به‌دست آمده است. ممکن است شمار بسیاری از آثار پراکنده یا حتی ذوب شده باشند. احتمالا آثار به نیایشگاهی از دوره هخامنشی تعلق داشته‌اند و توسط مردمان منطقه به‌عنوان هدیه یا نذر در آن مکان نهاده شده‌اند. این مجموعه نخستین بار در موزه بریتانیا در سال ۱۹۰۰ م. در سالن زیورهای طلایی به‌نمایش نهاده شد 